# Elbebrücke Riesa (Straße)
Die Elbebrücke Riesa ist eine 365 m lange Straßenbrücke und überspannt in Riesa die Elbe bei Stromkilometer 108,21. Das Bauwerk liegt im Zuge der Bundesstraße 169, die Cottbus mit Chemnitz verbindet.
Nachdem die alte Straßenbrücke von 1878, die auf gemeinsamen Pfeilern mit der Eisenbahnbrücke lag, Ende des Zweiten Weltkrieges zerstört worden war, wurde 1953 stromaufwärts in einer Entfernung von 200 m zur Eisenbahnüberführung mit dem Bau einer neuen Straßenbrücke begonnen. Das Bauwerk wurde 1956 fertiggestellt. Es war die erste größere Brücke, die in der DDR gebaut wurde. Aufgrund des mangelhaften Bauzustandes wurde diese Brücke im Jahr 2001 durch einen stromabwärts, im Abstand von 24 m liegenden Neubau ersetzt.

## Brücke von 1956
Das 345,95 m lange Bauwerk war eine stählerne Balkenbrücke mit sechs Öffnungen. Die Konstruktion war ausgelegt für zwei seitlich angeordnete Gehwege und eine 9 m breite Fahrbahn. Die Brückenfelder hatten Stützweiten, im Westen beginnend, von 50,32 m im Randfeld, 81,77 m im Stromfeld sowie in den folgenden drei Vorlandfeldern von 62,90 m, 56,61 m, 50,32 m und im Endfeld von 44,03 m. Die Durchlaufträgerkonstruktion bestand in Querrichtung aus drei Vollwandträgern, die miteinander durch oben und unten liegende horizontale Fachwerkverbände sowie vertikale Querverbände verbunden waren. Die 14 m breite und 15 cm dicke Stahlbetonfahrbahnplatte war in 18,9 m lange Abschnitte unterteilt und auf sekundären Längsträgern gelagert.
Der Stahlüberbau hatte eine Masse von 1900 Tonnen und wurde mit Hilfe von Derrickkränen montiert. Aufgrund umfangreicher Schäden an der Fahrbahnplattenkonstruktion sowie nicht mehr ausreichender Bauwerksbreite wurde die Brücke nach Fertigstellung des Ersatzneubaus 2001 zurückgebaut.

## Brücke von 2001
Die Elbebrücke ist für vier Fahrstreifen sowie einen stromabwärts angeordneten Geh- und Radweg ausgelegt. Sie wurde von 1998 bis 2001 für 23,5 Millionen DM errichtet.

### Überbau
Die Straßenbrücke ist eine Stahlverbundkonstruktion mit fünf Öffnungen und hat in Längsrichtung den Durchlaufträger als Bauwerkssystem. Die Stützweiten der Balkenbrücke betragen im südlichen Randfeld 65,0 m, im Hauptfeld über der Schifffahrtsrinne 105,0 m und in den folgenden nördlichen Vorlandfeldern 77,0 m, 67,0 m sowie 51,0 m.
Das Bauwerk besitzt zwei einzellige Überbauten, der stromabwärts liegende hat eine 11,45 m breite Fahrbahnplatte, 1,4 m schmaler ist diese beim anderen Überbau. Die Bodenplatte des Stahltroges ist bei beiden Überbauten mit 4,0 m gleich breit, die Fahrbahnplatte kragt zwischen 2,10 m und 3,1 m aus.
Die Hauptträger sind durch Kopfbolzendübel mit der Stahlbetonfahrbahnplatte verbunden. Im Bereich der Strompfeiler ist außerdem unten auf 20 m Länge eine 0,8 m dicke Stahlbetonbodenplatte im Verbund angeordnet.
In Querrichtung ist die Fahrbahnplatte schlaff bewehrt. In Längsrichtung besitzt die Konstruktion ausgeprägte Vouten über den Strompfeilern. Dort beträgt die Konstruktionshöhe maximal 5,3 m. In den Regelbereichen ist eine Konstruktionshöhe von 2,8 m vorhanden, am linkselbischen Widerlager sind es aufgrund einer Straßenunterführung 20 cm weniger. Aufgrund konstanter Bodenplattenbreite, konstanter Stützweite der Fahrbahnplatte zwischen den Stegen und unterschiedlicher Konstruktionshöhen ist eine variable Stegneigung vorhanden. Zur Verbreiterung der Fahrbahnplatte bei dem südlichen Überbau am Widerlager Riesa ist der Hohlkasten mit einem dritten Steg aufgeweitet.

### Unterbauten und Gründung
Paarweise angeordnete massive, sechseckige Pfeiferscheiben tragen die Überbauten. Die Strompfeilern haben Pfeilerkopfabmessungen von 6,55 m in Brückenquerrichtung und 3,0 m in Brückenlängsrichtung. Die Vorlandpfeiler sind mit 5,30 m beziehungsweise 3,00 m etwas schlanker.
Die Unterbauten besitzen eine Tiefgründung mit Ortbetonrammpfählen von 56 cm Durchmesser.